# サファイア

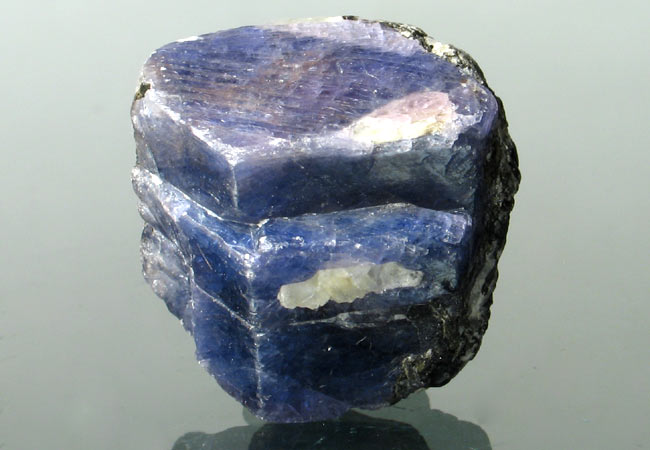
マダガスカル産のコランダム(サファイア)原石

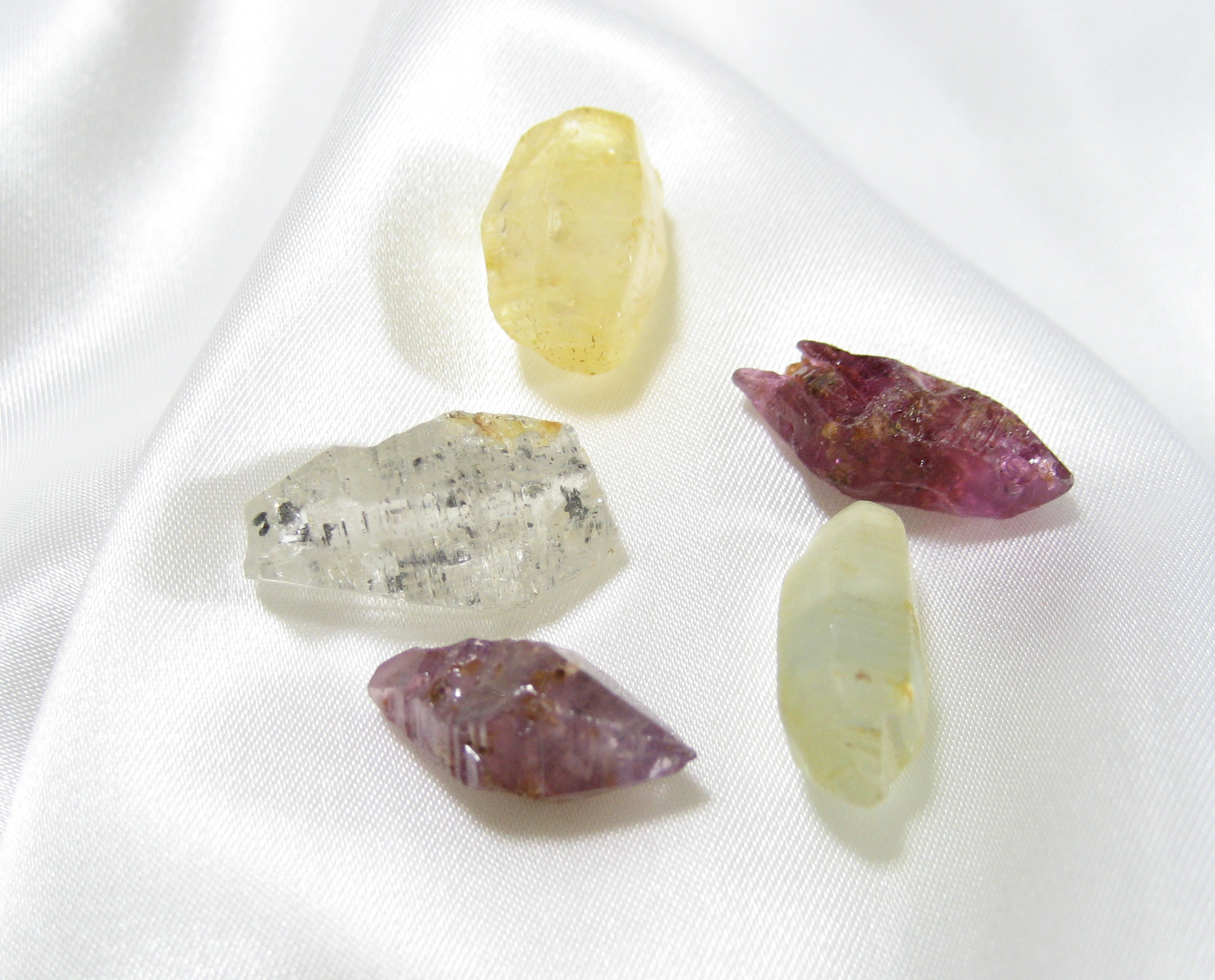
様々な色のサファイア。透明なものはカラーレス・サファイアまたはホワイト・サファイア、黄色のものはイエロー・サファイアとよばれる

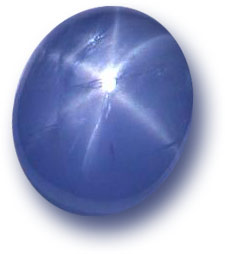
スターサファイア

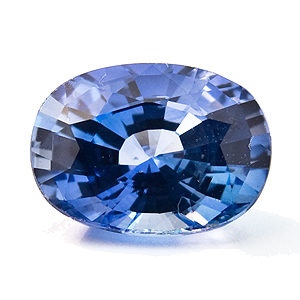
宝石としてカットされたサファイア

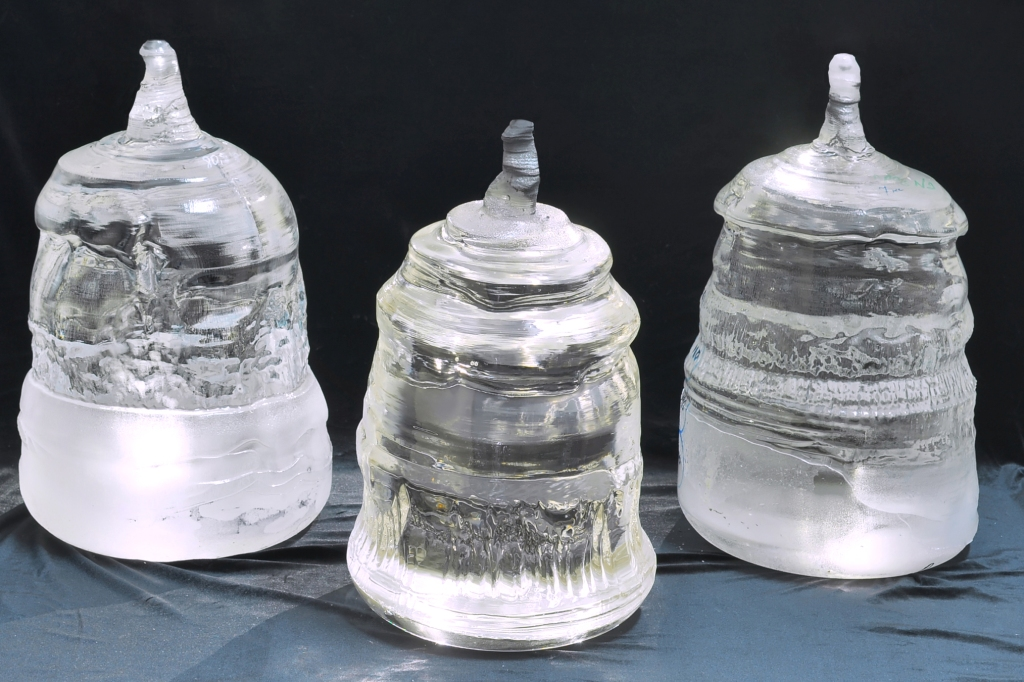
人工サファイアの原石

サファイア（英: sapphire）は、呈色コランダム（Al2O3）のうち、赤色（ルビー）以外の鉱物の総称である。
歴史的経緯から、「青色」を意味するラテン語の「sapphirus（サッピルス）」、ギリシャ語の「sappheiros（サピロス）」に由来する名で呼ばれ、蒼玉、青玉（せいぎょく）とも呼ばれる。
酸化アルミニウムの結晶で、モース硬度はダイヤモンドに次ぐ9。宝石として用いられる。

## 概要
コランダムのうち、宝石としての価値があり、かつ色が赤（ルビー：不純物のクロムで濃赤色を呈す）でないものをいう。一般に（不純物の鉄、チタンによる）、濃紺あるいは青紫色を呈する青玉（蒼玉）を指すと思われているが、黄色や茶色、薄紅色などを呈するものも含む。青味が特に濃いものは、ミッドナイトブルーサファイア、インクブルーサファイア等と呼ばれ宝石として珍重される。
工業的に生成される単結晶コランダムは人工サファイアと呼ばれる。サファイアガラスとも呼ばれるが、結晶質のサファイアは非晶質のガラスとは異なる。

## 色・特殊効果など
メインカラーとされる青色系統以外のものを「ファンシーカラーサファイア」と呼び、ピンクがかったオレンジ色をしたものを特に｢パパラチア（Padparadscha。蓮の花のつぼみの色の意）」と呼ぶ。
外光を照射すると、六条の光条を呈する（スター効果）ものは、スターサファイアと呼ばれ、珍重される。針状の内包物（インクルージョン、多くは二酸化チタン鉱物のルチル）を持ち、星型の輝きを生じる。大きさ（カラット）以外に地色の美しさや星型の輝きの強さなどで評価されている。
光源の種類（自然光と人工光）によって色が変わる（アレキサンドライトに似る）ものは、カラーチェンジサファイアと呼ばれ、こちらも希少価値がある。
加熱処理により色調を変える技術が古来よりあり、色や透明度の低いものは、ルビーとして流通されている。

## 歴史・文化
ヨーロッパで知られるようになったのはトラヤヌス帝ローマ以降で、当時盛んだったインドとの交易でもたらされたとされる。インドでは、ヒンズー教徒には不幸をもたらす不吉な石とされていたが、インドの仏教徒には逆に尊重され、その風習がヨーロッパに広まった。
キリスト教文化では司教叙任にサファイアの指輪を人差指にはめる習わしがあったとされる。
マルボドゥスの「宝石誌」に、サファイアが指輪の宝石にふさわしいとされているのも、この反映だと見られる。
サファイアの石言葉を「誠実」「慈愛」「徳望」とする文献がある。。

## 産地
主にタイ王国、ミャンマー、カシミール地方、スリランカ、マダガスカル、オーストラリア、中国、カンボジアなどで採掘される。産地により色の濃淡が異なり、色の良し悪しにより価値が上下する。
カシミール産のブルーサファイアはコーンフラワーブルーと呼ばれる。またミャンマー産の深い青色のサファイアはロイヤルブルーと呼ばれ、どちらの産地も市場での評価が高い。

## 日本と海外の鑑別書におけるロイヤルブルーカラー記載の扱い
現在、日本の鑑別書では、ミャンマー産と確定した上で一定の色でなければ、サファイアのカラーに「ロイヤルブルー」と記載することが出来ないが、海外での鑑別書では産地を不問とされ、一定以上の深い青であれば「ロイヤルブルー」と記載される。
もともとロイヤルブルーカラー自体、イギリスの王室がミャンマー産サファイアに与えた色の為、日本の鑑別業界はそれを守っているためである。海外の鑑別書で「ロイヤルブルーカラー」と記載された場合でも、産地はミャンマー産以外のサファイアであることが多々ある。

## 人造法
宝飾品として市場に供給されているルビー・サファイア等のコランダムは、そのほとんどが人為的な加熱処理（約500℃ - 1,600℃）によって鮮やかな色彩や内部的に汚れの少ない状態に変化させられたものである。
非加熱なのか加熱処理されているかの判定方法としては、一般的な拡大検査による内部特徴の観察の他にも、下記のように様々な方法がある。
- 宝石鉱物表面の粒子を高周波プラズマでイオン化し、質量を分析することによって生成環境を知る方法。
- 細く絞ったレーザー光線を走査し、宝石鉱物内部の構造や欠陥を画像としてとらえる方法。
- 宝石鉱物表面に赤外レーザーを照射した後の蒸発した気体粒子の電気的変化に伴って放出される放射光線の波長を調べ、元素分析を行う方法。
- ラマン効果（物質に単色光を照射した時、その散乱光の内に物質ごとの特有な波長の光が含まれる現象）を利用して物質の同定や分子構造を解析する方法。

## 産業・科学での用途
人工サファイアとして、ほぼ無色透明なものがサファイアクリスタルやサファイアガラスとして供給されている。
硬度の高さから腕時計の風防や軸受け、レコード針、iPhoneのカメラレンズの保護やiPhone 5s以降のTouch ID保護にも使われている。
また、絶縁性と熱伝導率の高さから半導体基板（シリコン オン サファイア:silicon on sapphire:SOS）に利用される。
極低温まで冷やすと振動が少なくなる性質を利用して、人工サファイア鏡は重力波望遠鏡「KAGRA（かぐら）」にも使われる。